# Odznaka Honorowa za Zasługi dla Wymiaru Sprawiedliwości
Odznaka Honorowa za Zasługi dla Wymiaru Sprawiedliwości  – polskie odznaczenie resortowe, ustanowione 13 kwietnia 2023 rozporządzeniem Rady Ministrów.

## Zasady nadawania
Odznaka może być nadawana sędziom, pracownikom i członkom samorządów prawniczych oraz organizacji społecznych, a także innym osobom fizycznym, w tym cudzoziemcom, za zasługi na rzecz umacniania zasad demokratycznego państwa prawnego, kształtowania kultury prawnej oraz właściwego funkcjonowania wymiaru sprawiedliwości.
Odznakę nadaje Minister Sprawiedliwości z własnej inicjatywy lub na wniosek: ministra lub kierownika urzędu centralnego, kierowników jednostek organizacyjnych podległych lub nadzorowanych przez Ministra Sprawiedliwości, terenowego organu administracji rządowej bądź organu jednostki samorządu terytorialnego, organu prawniczego samorządu zawodowego.
Odznakę wręcza Minister Sprawiedliwości lub osoba przez niego upoważniona.

## Insygnia
Odznakę stanowi okrągły medal o średnicy 35 mm wykonany z metalu w kolorze srebrnym, patynowany, z obustronnie zaznaczoną krawędzią, z uszkiem i kółkiem do zawieszenia na wstążce. Na stronie licowej, na tle sugerującym plisy żabotu sędziowskiego, widnieje wizerunek orła ustalony dla godła Rzeczypospolitej Polskiej, a nad nim – wizerunek fragmentu łańcucha sędziowskiego, w którym jest ozdobne ogniwo z monogramem RP; u dołu, na wypukłej połowie otoku o półkolistych końcach, jest majuskułowy wklęsły napis: ZA ZASŁUGI DLA WYMIARU SPRAWIEDLIWOŚCI. Na stronie odwrotnej, gładkiej, znajduje się wypukły majuskułowy napis w czterech wierszach: NEMINEM/ CAPTIVABIMUS/ NISI IURE/ VICTUM (NIKOGO NIE UWIĘZIMY BEZ WYROKU SĄDOWEGO) w wieńcu z dwóch stylizowanych i skrzyżowanych u dołu gałązek wawrzynu, które oznaczają zasługę.
Odznaka zawieszona jest na wstążce z rypsu szerokości 35 mm w kolorze białym (symbolizującym bezstronność), z paskami w kolorze fioletowym szerokości 7 mm po brzegach, nawiązującymi do barwy żabotu i wypustek togi sędziowskiej – symbolu powagi i odpowiedzialności.
Odznakę nosi się na lewej stronie piersi, umieszczoną po orderach i odznaczeniach.